# توسع الجافية
يشير توسع الجافية إلى زيادة سماكة كيس الجافية المحيط بالحبل الشوكي أو انتفاخه. يحدث ذلك عادة في المنطقة القطنية العجزية حيث يكون ضغط السائل الدماغي الشوكي في الحد الأعلى، ولكن يمكن أن تتأثر القناة الشوكية في أي مستوى.

## العلامات والأعراض
تشمل الأعراض الشائعة في هذه الحالة ألم أسفل الظهر والصداع والضعف والخدر فوق الطرف المصاب وتحته وألم الساق والألم في المستقيم والمنطقة التناسلية. يمكن أن يحدث خلل في وظيفة المثانة واحتباس بولي وسلس. يمكن أن تسبب الحالات المتوسطة والشديدة ألم جذري في الساقين بسبب انضغاط الجذر العصبي.

## الأسباب
لا تُعرف الألية المَرَضية التي تسبب توسع الجافية، والأسباب المقترحة هي زيادة الضغط الهيدروستاتيكي والضعف العام في النسيج الضام والتدفق النابض للسائل الدماغي الشوكي وتأثيره على الجافية الضعيفة. 
توسع الجافية شائع الحدوث لدى المصابين بمتلازمة مارفان، إذ يحدث لدى 63-92% منهم. يمكن أن تظهر الحالة لدى المصابين بمتلازمة إهلر دانلوس، الورم الليفي العصبي النمط 1، التهاب الفقار المقسط، وتترافق مع انزلاق الفقرات والكسور الفقرية والجنف والأورام والرضوض.
في الورم الليفي العصبي من النمط 1، اقترح من الناحية النظرية أن الارتشاح الموضعي للجافية بالأورام الليفية العصبية الضفيرية يؤدي إلى إضعاف الجافية ما يسمح بحدوث انتفاخ كيسي. وجدت دراسة ذات أثر رجعي أن غالبية حالات توسع الجافية ترافقت مع أورام ليفية عصبية ضفيرية مجاورة.

## التشخيص
يُعرّف توسع الجافية على أنه توسع كيسي أو انتفاخ في الجافية، يكون فيه حجم الجافية أكبر من انحرافين معياريين فوق متوسط مجموعة المراقبة. يُكشف عادة من خلال الرنين المغناطيسي أو التصوير المقطعي المحوسب، ويمكن بهذه التقنيات تفريقه عن الأورام. يمكن أن تكشف الصور الشعاعية البسيطة عن التغيرات العظمية الثانوية. تشمل العلامات المرافقة خسارة الشحم فوق الجافية في الجدار الخلفي لجسم الفقرة، مع وجود كيسات جذرية، وقيلات سحائية أمامية، وانفتاق غمد الجذر العصبي، وتآكل تدريجي في أجسام الفقرات.

## العلاج
يمكن أن يكون توسع الجافية بلا أعراض، ولا ضرورة للإجراءات العلاجية في هذه الحالة. ولكنه يترافق عادةً مع ألم مزمن لدى المصابين بمتلازمة مارفان، ما يقترح أنه يمثل عامل خطر هيكلي. لا يوجد إجماع طبي على كيفية تدبير أعراض توسع الجافية. يُعالج معظم المرضى معالجة عرضية فتُعطى مسكنات الألم وتقدم المعالجة الطبيعية وغيرها، ولا تنجح هذه الإجراءات عادةً في السيطرة التامة على الألم. قد يساعد الإصلاح الجراحي على التخلص من الألم لدى بعضٍ من المرضى.
أُبلغ عن إمكانية استخدام عقار أسيتازولاميد لمعالجة توسع الجافية لدى المصابين بمتلازمة مارفان، ولكن الدليل الوحيد على فائدة هذا الدواء جاء من دراسة صغيرة على 14 مريضًا، ولم تخضع الدراسة لمراجعة الأقران ولم تُقدم للنشر. يجب الحذر عند استخدام دواء أسيتازولاميد لدى مرضى مارفان بسبب احتمال حدوث انخفاض الضغط داخل القحف لدى هؤلاء المرضى، فقد نُشرت حالات متعددة وصفت انخفاض الضغط داخل القحف لديهم. ويُعطى هذا الدواء عندما يوجد استطباب واضح لإعطائه فقط.